# 贝特尔·托瓦尔森
阿尔伯特·贝特尔·托瓦尔森（又译多瓦尔生，1770年11月19日—1844年3月24日）是一位丹麦雕塑家。

## 生平
托瓦尔森出生于哥本哈根，父亲是来自冰岛的木雕匠，他在丹麦皇家艺术学院就学，赢得金奖，并获得奖学金去罗马进修。1797年3月8日他抵达罗马，后来他以这个日期作为自己的“罗马生日”。
他第一件成功的作品是1803年，由英国富有的收藏家订做的创作的伊阿宋大理石雕像，受到当时著名的雕塑家卡诺瓦极高的评价，此后他在意大利停留了16年。

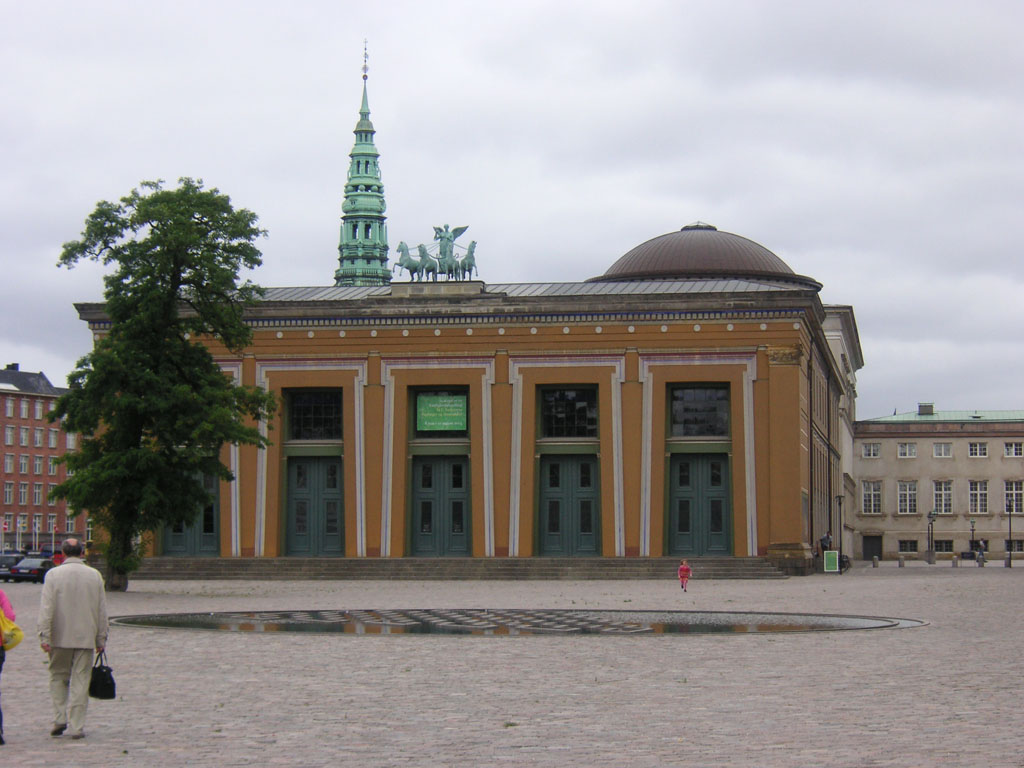
托瓦尔森博物馆

1819年，他回到丹麦，为哥本哈根的圣母院创作了耶稣和十二使徒的雕像，由于当时英国和丹麦发生战争，他回到罗马继续这项工作，直到1829年才完成，当他于1838年回到丹麦时，受到英雄般的欢迎。
他于哥本哈根皇家剧院突然逝世，他的遗嘱将自己房产和大部分财产建成一座博物馆，将自己的作品和收集的雕塑在其中展览，并将他自己安葬在这座博物馆的院中。

## 作品
托瓦尔森是古典主义时代雕塑的一位典型代表，他的作品形象更趋向古希腊的模式，和卡诺瓦的意大利罗马模式有区别，人物姿势更为古板和正规。
他的作品有许多取材于希腊神话，也有一些肖像，如教皇庇护七世的雕像，他的大部分作品保存在哥本哈根的托瓦尔森博物馆中，后院是他的墓。
1819年，他为瑞士创作的《狮子纪念碑》保存在琉森，表现一个垂死的狮子躺在破裂的法国王室徽章上，是为了纪念法国大革命期间为保卫杜伊勒里宫而牺牲的六百多位瑞士卫兵。

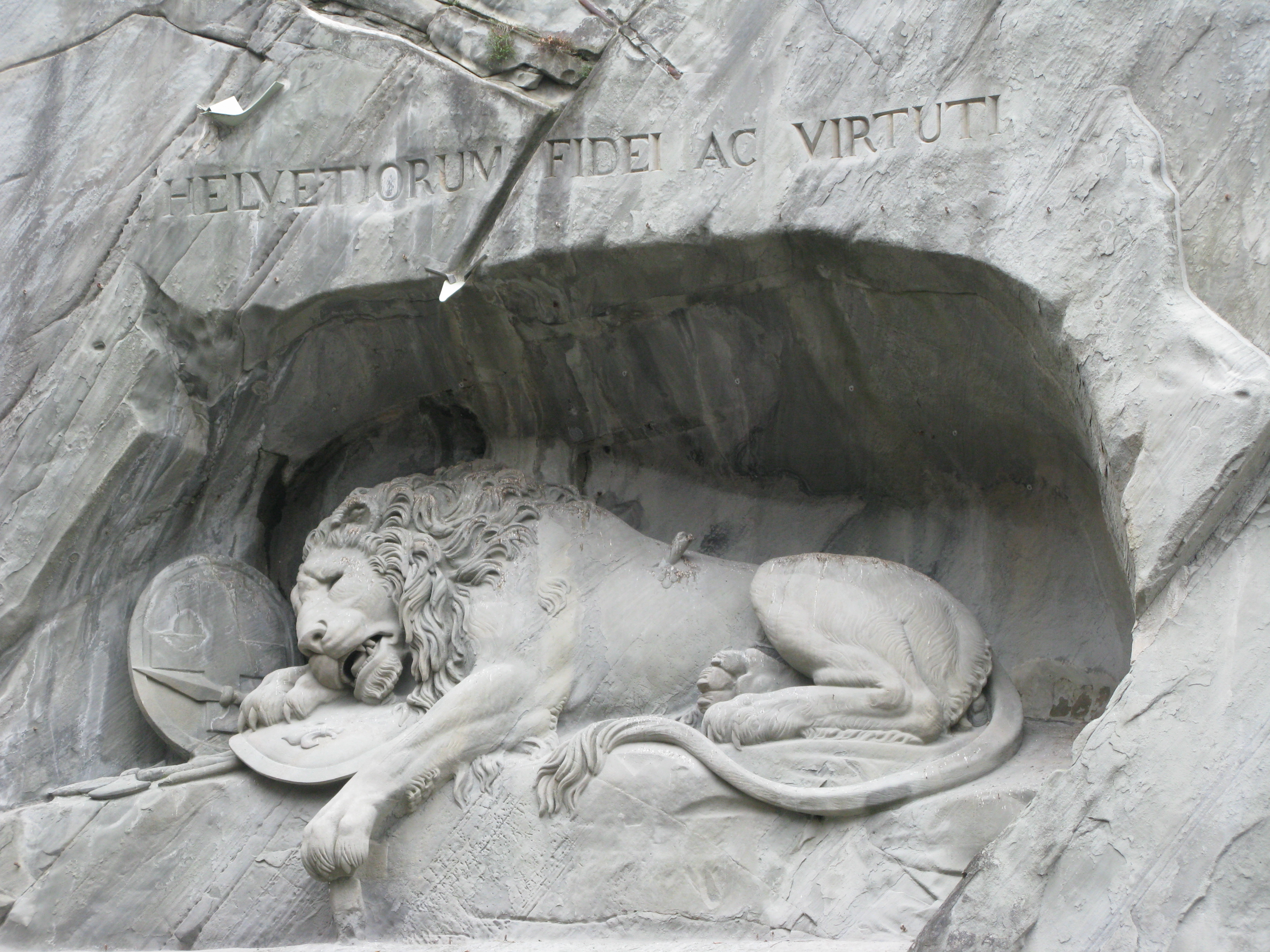
《狮子纪念碑》

他还创造了许多希腊神话作品，他为哥本哈根信义宗教堂创造的《复活的耶稣像》被称为“托瓦尔森的基督像”，被世界各地的耶穌基督後期聖徒教會复制。

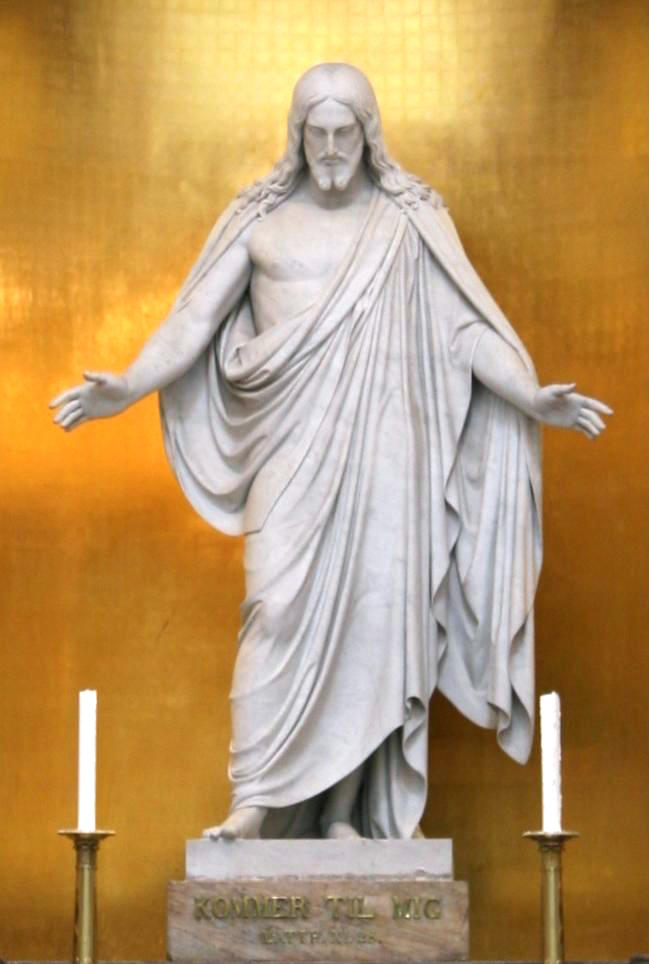
《复活的耶稣像》

托瓦尔森的雕塑作品对运动和线条特别注意，他的所有作品都可以从任何一个角度欣赏，他特别善于创作纪念碑式的作品，他是一位非常典型的古典主义艺术家。